# Абдул Джаббар
Абдулжаббор (узб. Abduljabbor; XVI век—XVII век, Бухарское ханство) — самаркандский зодчий XVII века. Известен постройкой Медресе Шердор в 1619–1636 годах, архитектурного памятника эпохи Бухарского ханства.

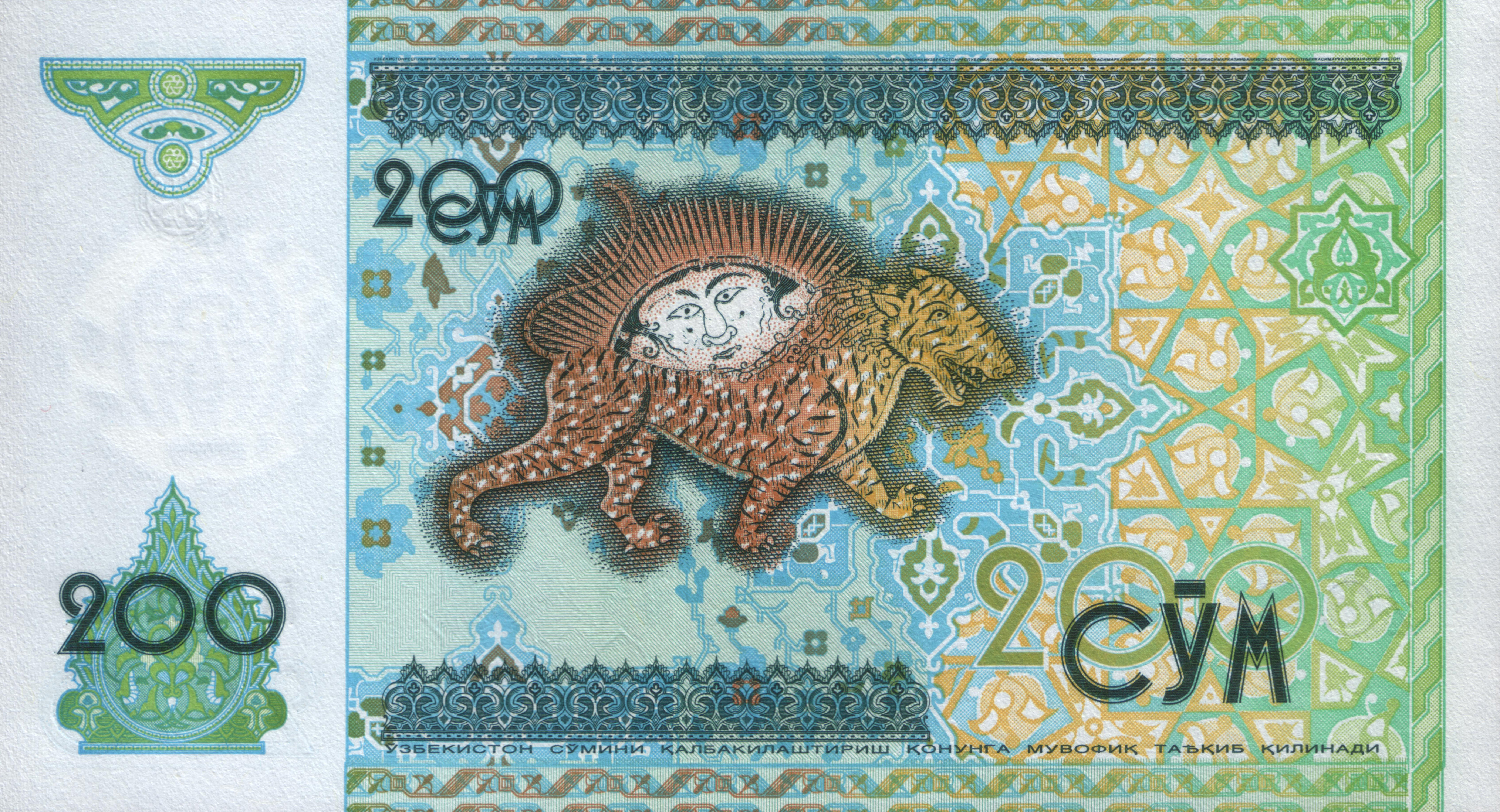
Фрагмент геральдической эмблемы с фасада медресе Шердор на купюре в 200 сум